# Golanki (Mazovie)
Pour les articles homonymes, voir Golanki.
Golanki [ɡɔˈlanki] est un village polonais de la gmina de Sterdyń dans le powiat de Sokołów et dans la voïvodie de Mazovie, au centre-est de la Pologne,.